# Иовская ГЭС
Ио́вская ГЭС (также известна как Йовская ГЭС-10) — гидроэлектростанция на реке Иова (название среднего течения Ковды) в Мурманской области. Входит в Каскад Нивских ГЭС (филиал «Кольский» ПАО «ТГК-1»).

## История
Строительство ГЭС велось в 1958—1963 годах. ГЭС спроектирована институтом «Ленгидропроект». Первый гидроагрегат был введен в эксплуатацию 28 декабря 1960 года и эксплуатировался под деревянным шатром до завершения строительства здания ГЭС. В промышленную эксплуатацию ГЭС принята 17 марта 1965 года.
В 2012—2014 годах проводилась реконструкция гидроагрегатов Иовской ГЭС: вместо турбин пропеллерного типа установлены более эффективные поворотно-лопастные. Модернизация направлена на повышение КПД и надёжности гидроагрегатов и расширение их рабочего диапазона. 21 января 2014 года состоялся ввод в эксплуатацию первого модернизированного гидроагрегата. В 2014 году завершена реконструкция второго гидроагрегата. Поставщиком оборудования выбрана австрийская фирма Andritz Hydro. Монтажные работы выполняет предприятие ЗАО «Нордэнергомонтаж».

## Описание ГЭС
ГЭС построена по плотинно-деривационному типу. Для увеличения выработки ГЭС в её водохранилище переброшен сток озёр Таванд и Толванд.
Состав сооружений ГЭС:
- насыпная плотина длиной 500 м на реке Таванд;
- канал Таванд — Толванд длиной 5 км;
- насыпная плотина длиной 1180 м на реке Толванд;
- насыпная плотина длиной 350 м и наибольшей высотой 27 м;
- бетонная водосбросная плотина;
- лесосплавной лоток;
- деривационный подводящий канал длиной 1,44 км;
- напорный бассейн;
- напорный узел с напорными трубопроводами;
- здание ГЭС длиной 50,1 м;
- отводящий канал длиной 527 м.

Установленная мощность ГЭС на 1 января 2014 года составляет 96 МВт, среднемноголетняя выработка — 508,39 млн кВт⋅ч.
В здании ГЭС до реконструкции были установлены 2 гидроагрегата с поворотно-лопастными турбинами.
Напорные сооружения ГЭС (длина напорного фронта 0,3 км) образуют Иовское водохранилище, включившее в себя несколько озёр. Площадь водохранилища 294 км², полная и полезная ёмкость 2,06 и 0,55 км³.
При проектировании ГЭС была допущена ошибка — в период весеннего паводка объём собственного водосброса превышает полезный объём водохранилища, в этот период приходится останавливать головную ГЭС каскада.